# Eleonora Di Ruscio
Eleonora Di Ruscio (Roma, 10 marzo 1985) è un'attrice italiana.

## Biografia
Nacque a Roma da genitori romani ma le origini sono sparse tra Sardegna, Calabria ed Abruzzo. Inizia la sua carriera in giovane età, ricoprendo ruoli in Francesco, La voce della Luna, al Teatro dell'Opera di Roma nel dramma Pagliacci di Franco Zeffirelli e nello spot per la Rai Cent'anni Insieme di Gino Landi. Ad 8 anni arrivano i primi ruoli da attrice protagonista per il piccolo schermo per la Rai e Mediaset in diverse serie, Caro Maestro di Rossella Izzo, L'avvocato delle donne dei fratelli Frazzi ed Uno di Noi di Fabrizio Costa. Cominciò ad avvicinarsi anche al doppiaggio grazie al direttore Rodolfo Bianchi e successivamente prese parte come protagonista di puntata in altre fiction quali Un medico in famiglia, Don Matteo 2, Amico Mio 2, Un Custode di Nome Angelo, e Padri e Figli. Nel 2011 fu protagonista di alcuni cortometraggi quali La Famiglia Perfetta, White Gun, Al Confine Dei Sogni. Nel 2016 prende parte nella serie televisiva  Per Amore di mia Figlia e nel 2017 nella serie È Arrivata La Felicità. 

## Filmografia

### Attrice

#### Cinema
- La voce della Luna, regia di Federico Fellini (1990)
- Francesco, regia di Liliana Cavani (1989)

##### Televisione
- Uno di noi, regia di Fabrizio Costa (1995)
- Caro maestro, regia di Rossella Izzo (1995)
- L'avvocato delle donne, regia di Andrea e Antonio Frazzi (1996)
- Casa casa, in Amico mio 2, regia di Paolo Poeti (1997)
- La casa nuova, in Un medico in famiglia, regia di Anna Di Francisca (1998)
- L'ostaggio, in Angelo il custode, regia di Gianfrancesco Lazotti (2000)
- Scherzare col fuoco, in Don Matteo 2, regia di Leone Pompucci e Andrea Barzini (2001)
- Padri e figli, regia di Gianfranco Albano e Gianni Zanasi (2005)
- È arrivata la felicità, regia di Riccardo Milani e Francesco Vicario (2017)